# Arthur de Faria
Arthur de Faria (Porto Alegre, 14 de dezembro de 1968) é um pianista, compositor, produtor musical, arranjador, pesquisador e jornalista brasileiro.

## O músico
Arthur de Faria é músico, arranjador, compositor, produtor de discos, pesquisador, jornalista, radialista, mestre e doutor em literatura brasileira pela UFRGS, com tese sobre Lupicínio Rodrigues e dissertação sobre o grupo Os Almôndegas.
Começou sua carreira com o Bando Barato pra Cachorro, na virada dos anos 1980 para os 1990.
De 1995 a 2015 liderou o Arthur de Faria & Seu Conjunto, septeto/octeto com cinco discos lançados (um deles também no Uruguai e Argentina) e centenas de shows em seis países.
Integra desde 2007 o Duo Deno, dupla com o baterista e pianista Fernando Pezão. Em 2010 fundou a Surdomundo Imposible Orchestra, com os paulistas Maurício Pereira e Caíto Marcondes, os portenhos Ignacio Varchausky e Martin Sued, e os montevideanos Martin Buscaglia, Osvaldo Fattoruso (depois de sua morte substituído por Martin Ibarburu).
Em 2013, criou com Áurea Baptista o espetáculo músico-teatral Música de Cena, com sua música para teatro cantada e tocada por 11 atores músicos.
Do mesmo ano é Música Menor, duo com o argentino Omar Giammarco, que lançou disco em 2015 e deu ambos o prêmio Açorianos (de Porto Alegre) de melhores arranjadores.
De 2016 a 2018 liderou a banda, Arthur de Faria & Orkestra do Kaos, com quatro músicos da novíssima cena porto-alegrense, que lançou dois álbuns: Ao Vivo no Estúdio (2017, Loop Discos) e A Vida Agitada da Superfície (2018, Yb Music).
Desde 2018 lidera a Tum Toin Foin Banda de Câmara, coletivo formado por 10 instrumentistas, arranjado e dirigido por Arthur, com o qual lançou um álbum em 2022, e apresentou-se em festivais como o Pira Rural (Ibarama, RS), o Festival Internacionl de Música de Pelotas (Pelotas, RS), o Festival de Jazz de Porto Alegre, o Porto Verão Alegre e o Festecri (todos em Porto Alegre, RS) ou o Festival Internacional da Gaita (Barra do Ribeiro, RS). Também apresentaram um concerto de peças escritas ou adaptadas por Arthur para o grupo e Orquestra de Cordas que já foi interpretado pelo grupo e a Orquestra do Theatro São Pedro, em Porto Alegre, e pelo grupo e a Orquestra da UFC, em Fortaleza, CE.
Escreveu a música 22 curtas, medias-metragem e especiais de TV e 16 longa-metragens - como Insolação, de Daniela Thomas e Felipe Hirsch, estreado no Festival de Veneza, a A Mulher do Pai, de Cristiane Oliveira, três vezes premiado no Festival do Rio.
No teatro, de 2013 a 2020 integrou o Ultralíricos, coletivo dirido por Felipe Hirsch, sediado em São Paulo, para o qual compôs e executou ao vivo oito trilhas: Puzzle (A) (B) (C) - estreados na Feira de Frankfurt de 2013 - Puzzle (D) (estreia no festival Mirada, em Santos), A Comédia e A Tragédia Latino-Americana, estreados em São Paulo e apresentados na Alemanha, Portugal e Chile em 2017, e Fim (música composta com Mariá Portugal e Maria Beraldo, interpretada por elas). Por  A Tragédia Latino-Americana foi indicado ao Prêmio Shell 2016. Em 2025 assinou a trilha instrumental da peça Avenida Paulista – da Consolação ao Paraíso, também de Felipe Hirsch.
Em Porto Alegre, desde os anos 90 tem trabalhado com alguns dos seus melhores diretores teatrais, assinando uma dúzia de espetáculos - como Antígona ou Marxismo, Ideologia e Rock´n´roll, de Luciano Alabarse, O Casamento do Incrível Mágico Maycon Estallone, de Dilmar Messias, Flicts, de Roberto Oliveira, Wonderland e o Que Michael Jackson Encontrou por Lá, de Cia de Teatro Sarcáustico ou Natalício Cavalo, de Patrícia Fagundes, tendo recebido alguns prêmios de melhor trilha.
Produziu 30 discos, de artistas como Nico Nicolaiewski, Helio Flanders e Wander Wildner. Além de El Justiciero Cha-Cha-Cha, compilado de artistas de língua hispânica versionando Mutantes, lançado em 5 países. Também dirigiu 13 espetáculos musicais e escreveu arranjos para álbuns e espetáculos de Adolfo Almeida Jr., Siba e a Fuloresta, Nei Lisboa, Ultramen, Papas da Língua, Vanguart, Zeca Baleiro, Premê, Edson Natale, MPB4, Bebeto Alves, Julio Reny e Wander Wildner.
Participou de mais de 30 CDs como instrumentista e/ou arranjador, no Brasil (Cida Moreira, Helio Flanders, Odair José, Siba e a Fuloresta, Wander Wildner, Julio Reny, Vanguart, Apanhador Só, Edson Natale, Grupo Fato, Alessandra Leão, Porcas Borboletas, Marcelo Delacroix) e Argentina (Omar Giammarco, La Chicana).
Tem tocado e gravado com vários desses artistas, e também com os argentinos Los Cuatro Vientos, La Bomba del Tiempo, Santiago Vazquez e Dolores Solá, os uruguaios Ana Prada e Leo Maslíah, o catalão Refree, os brasileiros Rhaíssa Bittar, Maurício Pereira, Alessandra Leão, Caçapa, Fernanda Takai e John Ulhôa. Integrou por alguns anos a banda de Wander Wildner.
Como compositor, tem parcerias com os gaúchos Daniel Galera, Marcelo Delacroix, Wander Wildner, Jimi Joe, Juli Manzi, Luciano Albo, Vitor Ramil, Frank Jorge e Antonio Villeroy, o paulista Maurício Pereira, o curitibano Marcelo Sandmann, o mineiro John Ulhôa, a pernambucana Alessandra Leão e os argentinos Omar Giammarco, Alejo Vintrob e Acho Estol. Várias delas gravadas e/ ou interpretadas por todos estes, mais Vanessa Longoni, Dudu Sperb, Adolfo Almeida Jr, Alessandra Leão, Paola Kirst, Paula Mirhan e Rhaíssa Bittar.
Publicou nove trabalhos, como o livro-com-CDs Um Século de Música no RS, livros-CDs sobre Lupicínio Rodrigues e Carlos Gardel e, em 2015, Elis – Uma Biografia Musical.
Foi ouvidor do Santander Cultural, palestrante no Projeto Rumos do Itaú Cultural – em uma dezena de estados brasileiros -, curador do mesmo Rumos, e membro de comissões de seleção como a do prêmio Multicultural Estadão ou os editais de cultura da Petrobrás e da Natura.
Mestre e Doutor em Literatura Brasileira pela Universidade Federal do Rio Grande do Sul, com ênfase no estudo da canção, dá aulas e palestras sobre música brasileira no Brasil, Argentina e Uruguai.
Lançou 11 álbuns, 6 EPS e 3 singles.

## O radialista
Como radialista, integrou o grupo de comunicadores da rádio FELUSP (Fundação Educacional Luterana São Paulo), pertencente a Ulbracom, que mais tarde viria a se tornar a Pop Rock FM e posteriormente Mix FM Porto Alegre. Ali apresentou programas que ficaram marcados por suas personagens e atuação, como o extinto Manhã Morning Show, ao lado de Paulo Inchauspe, onde interpretava um típico gaúcho que dava boletins informativos para surfistas.
De 1997 a 2016 apresentou, ao lado de radialistas como Celso Garavelo, Paulo Inchauspe, Carlos Couto, Eron Dalmolin, Adriano Domingues, Simone Cabral, Mauro Borba e Alexandre Fetter o programa que foi carro-chefe da emissora, o talk-show Cafezinho.

## Discografia
| Álbum | Detalhes | Observações |
| --- | --- | --- |
| Música pra Gente Grande (com Arthur de Faria & Seu Conjunto)                                                      | - Lançamento: 1996 - Gravadora: Independente - Formato: CD - Relançamento: 2001 - Gravadora: Núcleo Contemporâneo - Formato: CD, Álbum Digital | Produzido por Arthur de Faria |
| Flicts (com Arthur de Faria & Seu Conjunto)                                                                       | - Lançamento: 2000 - Gravadora: Independente - Formato: CD - Relançamento: 2008 - Gravadora: Allegro Discos - Formato: CD, Álbum Digital       | Trilha do espetáculo teatral de mesmo nome, do grupo Camaleão, adaptado e dirigido por Roberto Oliveira a partir do livro de Ziraldo. Participações especiais de Vitor Ramil, Nei Lisboa, Nelson Coelho de Castro, Mutuca, The Hard Working Band, Comunidade Nin-Jitsu. Produzido por Arthur de Faria |
| Meu Conjunto Tem Concerto (com Arthur de Faria & Seu Conjunto e Orquestra Unisinos regida por José Pedro Boéssio) | - Lançamento: 2001 - Gravadora: Independente - Formato: CD                                                                                     | Produzido por Arthur de Faria |
| Música pra Bater Pezinho (com Arthur de Faria & Seu Conjunto)                                                     | - Lançamento: 2004 - Gravadora: Yb Musica - Formato: CD e Álbum Digital                                                                        | Participações especiais de Siba, Fernanda Takai, Cida Moreira, Marcelo Delacroix, Fernando Pezão, Marcelo Sandmann. Produzido por Arthur de Faria |
| Antígona | - Lançamento: 2005 - Gravadora: Independente - Formato: CD - Relançamento: 2020 - Gravadora: Yb Music - Formato: Álbum Digital                 | Trilha da peça de mesmo nome, dirigida por Luciano Alabarse. Produzido por Arthur de Faria |
| Música pra Ouvir Sentado (com Arthur de Faria & Seu Conjunto)                                                     | - Lançamento: 2011 - Gravadora: Independente - Formato: CD, Álbum Digital                                                                      | Participações especiais de Cida Moreira, Osvaldo Fattoruso e Martin Sued. Projeto bancado pelo edital Natura Musical. Produzido por Maurício Pereira. |
| O Casamento do Grande Mágico Maycon Estalone                                                                      | - Lançamento: 2012 - Gravadora: Independente - Formato: CD (EP)                                                                                | Trilha da peça de mesmo nome, dirigida por Dilmar Messias. Produzido por Arthur de Faria. |
| Música de Cena | - Lançamento: 2014 - Gravadora: Independente - Formato: CD (EP)                                                                                | Produzido por Arthur de Faria |
| Música Menor (com Omar Giammarco)                                                                                 | - Lançamento: 2015 - Gravadora: Loop Discos - Formato: CD, Álbum Digital                                                                       | Produzido por Arthur de Faria e Omar Giammarco. |
| O Gato de Botas - Quem Foi Que Disse Que Só o Cão é o Melhor Amigo do Homem?                                      | - Lançamento: 2015 - Gravadora: Loop Discos - Formato: CD, Álbum Digital                                                                       | Trilha da peça de mesmo nome, dirigida por Daiane Oliveira. Produzido por Arthur de Faria |
| Insolação | - Lançamento: 2017 - Gravadora: Loop Discos - Formato: Álbum Digital                                                                           | Trilha do filme de mesmo nome, dirigido por Felipe Hirsch e Daniela Thomas. Produzido por Arthur de Faria |
| Orkestra do Kaos ao Vivo no Estúdio (com Orkestra do Kaos)                                                        | - Lançamento: 2017 - Gravadora: Loop Discos - Formato: CD, Álbum Digital                                                                       | Produzido por Arthur de Faria |
| A Vida Agitada da Superfície (com Orkestra do Kaos)                                                               | - Lançamento: 2018 - Gravadora: Yb Music - Formato: CD, Álbum Digital                                                                          | Produzido por Kiko Dinucci e Mauricio Tagliari |
| Severina | - Lançamento: 2018 - Gravadora: Nois-e - Formato: Álbum Digital                                                                                | Trilha do filme de mesmo nome, de Felipe Hirsch. Produzido por Arthur de Faria e Gustavo Breier. |
| Duo Deno (com Duo Deno)                                                                                           | Lançamento: 2018 - Gravadora: Loop Discos - Formato: EP Digital                                                                                | Produzido por John Ulhôa |
| Pepe Ilegal (com Nina Nicolaiewsky, John Ulhoa e Hique Gomez)                                                     | Lançamento: 2019 - Gravadora: Loop Discos - Formato: Single Digital                                                                            | Produzido por John Ulhôa |
| Lousa Nua (com Arthur de Faria & Seu Conjunto)                                                                    | Lançamento: 2020 - Gravadora: Loop Discos - Formato: Single Digital                                                                            | Participação especial de João Ruy Produzido por Arthur de Faria |
| Deja Vú (com Luciano Albo)                                                                                        | Lançamento: 2020 - Gravadora: Independente - Formato: Single Digital                                                                           | Produzido por Luciano Albo |
| Tum (com Tum Toin Foin Banda de Câmara)                                                                           | Lançamento: 2021 - Gravadora: Audio Porto - Formato: EP Digital                                                                                | `Produzido por Arthur de Faria e Rafael Hauck |
| Tum Toin (com Tum Toin Foin Banda de Câmara)                                                                      | Lançamento: 2021 - Gravadora: Audio Porto - Formato: EP Digital                                                                                | Produzido por Arthur de Faria e Rafael Hauck |
| Tum Toin Foin (com Tum Toin Foin Banda de Câmara)                                                                 | Lançamento: 2022 - Gravadora: Audio Porto - Formato: Álbum Digital                                                                             | Produzido por Arthur de Faria e Rafael Hauck |

## Prêmios e indicações

### Prêmio Açorianos
| Ano  | Categoria             | Indicação                                                  | Resultado |
| ---- | --------------------- | ---------------------------------------------------------- | --------- |
| 1992 | Arranjador            | Arthur de Faria                                            | Indicado  |
| 1997 | Compositor            | Arthur de Faria                                            | Venceu    |
| 2000 | Produtor              | Arthur de Faria                                            | Venceu    |
| 2000 | Arranjador            | Arthur de Faria                                            | Indicado  |
| 2002 | Disco Erudito         | Meu Conjunto Tem Concerto                                  | Indicado  |
| 2007 | Arranjador            | Arthur de Faria e Luciano Mello                            | Indicado  |
| 2008 | Produtor Musical      | Arthur de Faria (por A Mulher de Oslo, de Vanessa Longoni) | Venceu    |
| 2015 | Arranjador            | Arthur de Faria e Omar Giammarco (por Música Menor)        | Venceu    |
| 2015 | Produtor Musical      | Arthur de Faria e Omar Giammarco (por Música Menor)        | Indicado  |
| 2015 | Compositor de Pop     | Arthur de Faria e Omar Giammarco                           | Indicado  |
| 2015 | Instrumentista de Pop | Arthur de Faria                                            | Indicado  |
| 2015 | Álbum de Pop          | Música Menor (com Omar Giammarco)                          | Indicado  |